# Canine juvenile Zellulitis

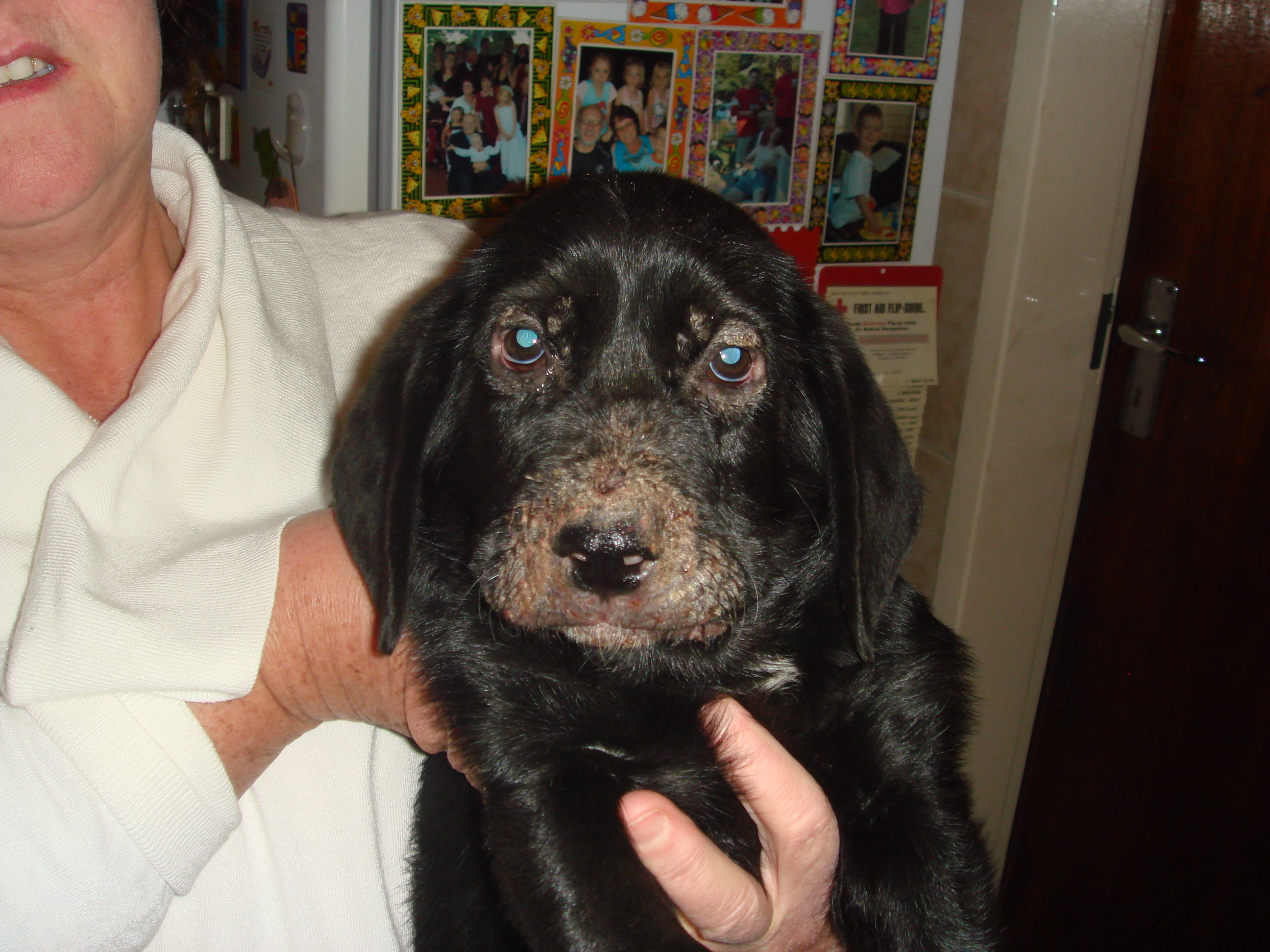
7 Wochen alter Welpe mit juveniler Zellulitis

Die Canine juvenile Zellulitis (Syn. Juvenile sterile granulomatöse Dermatitis und Lymphadenitis, engl. puppy strangles) ist eine Hautkrankheit des Hundes unbekannter Ursache. Sie tritt vor allem bei jungen Hunden auf und zeigt sich in Pusteln und Knötchen, vor allem im Gesicht und an den Ohrmuscheln, sowie einer Lymphknotenschwellung. Behandelt wird sie mit hochdosierten Glucocorticoiden.

## Vorkommen und Ursache
An der caninen juvenilen Zellulitis erkranken vor allem Welpen im Alter von drei Wochen bis zu vier Monaten. Häufiger betroffene Rassen sind Golden Retriever, Dackel, Gordon Setter, Labrador Retriever, Lhasa Apso und Bolonka Zwetna. Das Auftreten bei bestimmten Rassen und bei miteinander verwandten Tieren lässt eine genetische Komponente vermuten. Es handelt sich wahrscheinlich um eine Störung des Immunsystems.
Gelegentlich sind auch ältere Hunde betroffen. In einer größeren Studie konnten einzelne Krankheitsfälle bei Tieren im Alter zwischen einem und elf Jahren nachgewiesen werden.

## Klinisches Bild

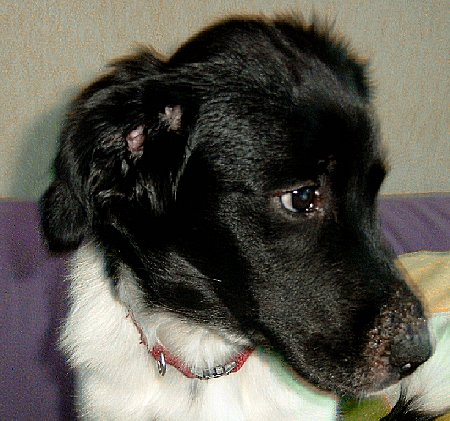
22 Wochen alter Welpe mit juveniler Zellulitis

Die canine juvenile Zellulitis beginnt mit einer Schwellung des Gesichts, vor allem im Bereich der Lefzen und der Augenumgebung, sowie der Unterkiefer- und der oberflächlichen Halslymphknoten. Ein bis zwei Tage später entstehen Papeln oder Pusteln, die platzen können und zur Bildung von Krusten führen. Seltener sind auch der Rumpf oder die äußeren Geschlechtsorgane betroffen. Primär besteht kein Juckreiz, durch bakterielle Sekundärinfektionen kann aber auch Juckreiz auftreten.
Betroffene Hunde sind meist abgeschlagen, Fieber tritt aber nur selten auf. Gelegentlich werden auch Gelenkschmerzen oder Paresen der Hinterbeine beobachtet.

## Diagnose
Zytologisch zeigt sich die Erkrankung in einer pyogranulomatösen Entzündung. Es treten Ansammlungen von neutrophilen Granulozyten auf, die von epithelartig angeordneten Makrophagen umgeben sind. Die Veränderungen betreffen die gesamte Haut und können bis zur Unterhaut reichen.
Differentialdiagnostisch sind Angioödem, Demodikose, Pyodermie, Arzneimittelexanthem und Lupus erythematodes auszuschließen.

## Behandlung
Die Behandlung erfolgt mit immunsupprimierenden Dosen von Glucocorticoiden. Sie sollte frühzeitig erfolgen, um eine ausgeprägte Narbenbildung zu vermeiden. Dosis und Dauer der Behandlung können stark variieren. Gegebenenfalls kann auch die Kombination mit Ciclosporin angezeigt sein. Antibiotika sind nur bei Sekundärinfektionen sinnvoll.